# Sockenmonster
Das Sockenmonster ist ein hypothetisches Wesen, das sich im Inneren von Waschmaschinen, in manchen Erzählungen auch in Wäschetrocknern oder in Nischen von Kellerräumen in der Nähe von Waschmaschinen aufhält und für das ansonsten scheinbar unerklärliche Verschwinden von Socken aus Waschgängen sorgt. Dieser moderne Mythos findet sich unter anderem in dem Roman Flusi, das Sockenmonster der Autorin Bine Brändle aus dem Jahr 2003 wieder, dem zahlreiche Fortsetzungen folgten. Die britische Bestsellerautorin Georgia Byng schrieb 1995 ihr Debütwerk The Sock Monsters.

## Ursache
Ursache für den Mythos, dass sich in Waschmaschinen Socken fressende Monster aufhalten würden, ist die Tatsache, dass viele Menschen tatsächlich die Erfahrung gemacht haben, dass Socken nach einem Waschgang nicht mehr in der Waschtrommel sind, ohne dass es dafür eine plausible Erklärung zu geben scheint. Aus der Verblüffung über diesen Umstand heraus wird oft die meist nicht ernst gemeinte Geschichte vom Sockenmonster geäußert, die jedoch oft in sehr ernstem, bisweilen ironisch übersteigert ernstem Ton vorgetragen wird.

## Inhalte
Zu den häufig anzutreffenden Inhalten des Sockenmonster-Mythos gehört die Behauptung, dass Sockenmonster sich ausschließlich von einer Socke eines Paares ernähren und stets die andere Socke unangetastet zurücklassen. Dem Sockenmonster wird auch zugeschrieben, dass es sich mit so hoher Geschwindigkeit beim Öffnen der Trommel aus dieser entfernen kann, dass seine Flucht nicht bemerkt werden kann. Andere Geschichten besagen etwa, dass die Anzahl der Sockenmonster und damit auch die Anzahl der „gefressenen Socken“ sich proportional zur Anzahl der Haushaltsmitglieder verhalten und Sockenmonster sich in Familienhaushalten besonders wohl fühlen. Manche Sockenmonster fressen die Socken nicht, sondern horten sie aus Sammelleidenschaft.

## „Aufklärung“ des Sockenmonster-Mythos
Das Nachrichtenmagazin Focus berichtet am 30. Oktober 2012, es habe den Sockenmonster-Mythos „gelüftet“ und den wahren Grund dafür gefunden, dass „die Waschmaschine Socken frisst“: Vor allem bei stark beladener Waschmaschine kann es passieren, dass eine Socke in den Schlitz zwischen der Waschtrommel und dem Bottich gerät, durch die Rotation weiter in den Bottich gezogen wird und somit aus dem Blickfeld des Waschmaschinennutzers verschwindet. Auch andere Medien berichteten im Zuge der Popularisierung des Sockenmonster-Mythos über den wahren Grund des „Verschwindens“ von Socken aus Waschmaschinen, insbesondere zum 9. Mai, dem (inoffiziellen) Tag der verschwundenen Socken.

## Reale Sockenmonster
Ausgehend von dem Mythos sind Sockenmonster heute in pädagogischen Einrichtungen wie z. B. Kindertagesstätten beliebte Bastelprodukte, die meist aufbauend auf einer realen Socke unterschiedlichste Gestalt annehmen können.

## Rezeption (Auswahl)
- Kinderbuch von Georgia Byng: The Sock Monsters. Orion Books, 1995, ISBN 978-1-85881-232-8.
- Kinderbuch von Bine Brändle: Flusi, das Sockenmonster: eine Geschichte. Ravensburger Buchverlag Maier, Ravensburg 2003, ISBN 978-3-473-33096-6., mit mehreren Nachfolgebänden und Auflagen
- Suchspiel Socken Zocken im Verlag Haba mit 48 Socken, 13 Wäscheklammern und 1 Sockenmonster; 2004 ausgezeichnet mit dem Gütesiegel spiel gut[6]
- Manga Yangmaldokaebi (engl. Titel The Sock Monster) der südkoreanischen Künstlerin Manmulsang, erschienen als Serie von 2014 bis 2016 in Daum Webtoon[7]
- Brettspiel Sockenmonster, erschienen 2020 im Verlag Lifestyle Boardgames, Spielidee von Liesbeth Bos und Anja Dreier-Brückner, Grafik von Irina Pechenkina[8]